# Mini's First Time
Pour plus de détails, voir Fiche technique et Distribution.
Mini's First Time est un film indépendant américain réalisé et écrit par Nick Guthe en 2006. Il a été projeté pour la première fois au Festival du film de TriBeCa le 1er mai 2006.

## Synopsis
Désespérée de la liberté que lui laisse Diane, sa mère alcoolique qui ne l'aime pas, Mini, jeune fille belle et maligne, s'inscrit dans une agence de call-girl, séduit son beau-père Martin et le convainc de se joindre à elle dans un plan sadique pour faire passer Diane comme folle. Mais ce plan tourne vite au meurtre ce qui attire l'attention de John Garson, un jeune détective, et d'un voisin producteur de télévision dérangeant Mike Rudell.

## Fiche technique
- Titre : Mini's First Time
- Réalisation : Nick Guthe
- Pays :  États-Unis
- Durée : 91 minutes
- Langue : Anglais
- Date de sortie : 1er mai 2006

## Distribution
- Nikki Reed : Mini
- Carrie-Anne Moss : Diane
- Alec Baldwin : Martin
- Luke Wilson : John Garson
- Jeff Goldblum : Mike Rudell
- Svetlana Metkina : Jelena
- Sprague Grayden : Kayla
- Artie Baxter : Troy
- Rick Fox : Fabrizio
- Michael Laskin : Irv Flachsman
- Joe Egender : Jimmy
- Orlando Seale : Carlos

## Version française
- Société de doublage : NDE Production
- Direction artistique : Antony Delclève
- Adaptation des dialogues : Frédéric Alameunière
- Enregistrement et mixage :